# Тевенард-Айленд – Тубріджі
Тевенард-Айленд – Тубріджі (Thevenard Island – Tubridgi) – колишній ошфорний газопровід, що знаходився у Індійському океані біля західного узбережжя Австралії.
У 1989 році почалась розробка виявленого на мілководді нафтового родовища Саладін, установку підготовки якого розмістили на острові Тевенард-Айленд (з нього ж спорудили частину свердловин). В 1994-му на Тевенард-Айленд подали продукцію розташованих південно-західніше від острова родовищ Роллер та Скейт, від яких проклали нафтопровід довжиною 26 кілометрів та діаметром 500 мм. Частину підготованого на Тевенард-Айленді попутного газу використовували для газліфтних операцій, тоді як іншу подавали на суходіл через газопровід Тевенард-Айленд – Тубріджі довжиною 36 кілометрів та діаметром 168 мм, траса якого на більшій частині маршруту співпадала з трасою зазначеного вище нафтопроводу. Після виходу на суходіл трубопровід прямував ще кілька кілометрів до початкового пункту газопроводу Тубріджи – Дампір-Банбері, що здійснював подальше транспортування ресурсу.
Під час спорудження трубопроводів проекту Роллер-Скейт використали метод попереднього зварювання труб на береговому майданчику завдовжки 4,5 кілометра, після чого підготовану ділянку волочили у море.
Наразі розробка родовищ припинилась через вичерпання запасів і в першій половині 2020-х на Твенард-Айленді провели демонтажні роботи.